# Пчелина (село)
Вижте пояснителната страница за други значения на Пчелина.
Пчелина е село в Североизточна България, намиращо се в община Самуил, област Разград.